# Gauliga Mitte 1938/39
De Gauliga Mitte 1938/39 was het zesde voetbalkampioenschap van de Gauliga Mitte. SV Dessau 05 werd kampioen en plaatste zich voor de eindronde om de Duitse landstitel, waar de club in de groepsfase uitgeschakeld werd.
Na dit seizoen degradeerden niet enkel SpVgg Erfurt en Fortuna Magdeburg maar ook SV Steinach en 1 FC Lauscha. als reden werd er gegeven dat deze beslissing genomen werd door economische redenen door het uitbreken van de Tweede Wereldoorlog, vrij vertaald lagen de twee steden geografisch ongunstig. 

## Eindstand
| Plaats | Club                                 | Wed. | W  | G | V  | Saldo | Ptn.  |
| ------ | ------------------------------------ | ---- | -- | - | -- | ----- | ----- |
| 1.     | SV Dessau 05                         | 18   | 17 | 1 | 0  | 73:13 | 35:01 |
| 2.     | 1. SV 03 Jena                        | 18   | 14 | 0 | 4  | 60:26 | 28:08 |
| 3.     | SV 08 Steinach                       | 18   | 11 | 3 | 4  | 47:20 | 25:11 |
| 4.     | FC Thüringen Weida                   | 18   | 9  | 3 | 6  | 40:24 | 21:15 |
| 5.     | FuCC Cricket-Viktoria 1897 Magdeburg | 18   | 7  | 5 | 6  | 39:36 | 19:17 |
| 6.     | VfL Halle 1896                       | 18   | 6  | 3 | 9  | 27:40 | 15:21 |
| 7.     | SV Merseburg 99                      | 18   | 5  | 2 | 11 | 31:40 | 12:24 |
| 8.     | 1. FC 07 Lauscha                     | 18   | 4  | 1 | 13 | 32:74 | 09:27 |
| 9.     | SpVgg 02 Erfurt                      | 18   | 3  | 3 | 12 | 15:42 | 09:27 |
| 10.    | FV Fortuna 1911 Magdeburg            | 18   | 2  | 3 | 13 | 25:74 | 07:29 |

|  | Kampioen, geplaatst voor nationale eindronde |
|  | Gedwongen degradatie                         |
|  | Degradatie naar Bezirksliga                  |

## Promotie-eindronde
| Plaats | Club                  | Wed. | Saldo | Ptn. |
| ------ | --------------------- | ---- | ----- | ---- |
| 1.     | 1. SV Gera            | 4    | 9:3   | 6:2  |
| 2.     | FV Sportfreunde Halle | 4    | 3:5   | 3:5  |
| 3.     | FC Preußen 02 Burg    | 4    | 4:8   | 3:5  |

|  | Promotie naar Gauliga Mitte 1939/40 |